# 布里斯托汽車

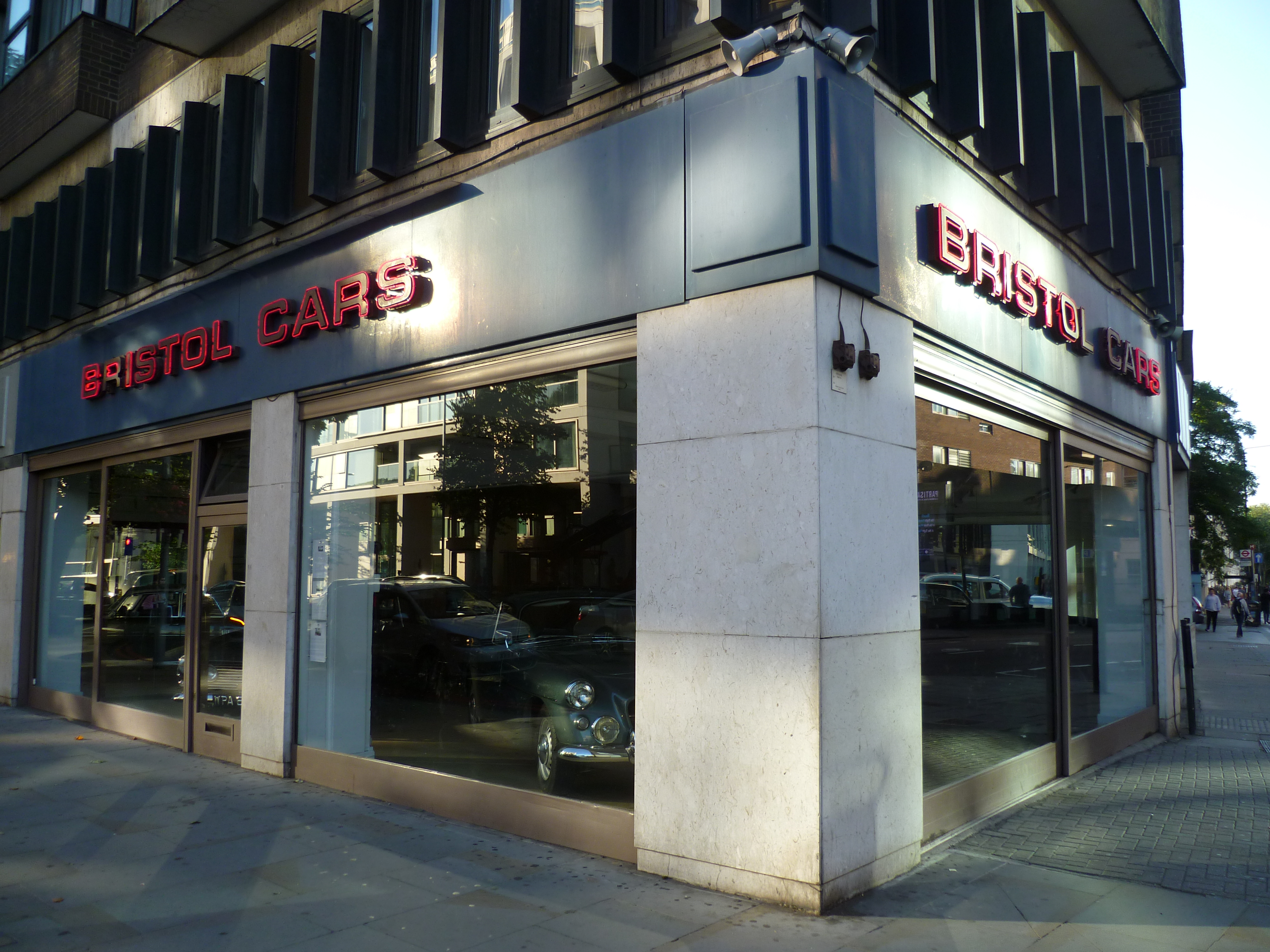
布里斯托汽車在肯辛頓高街的展示廳

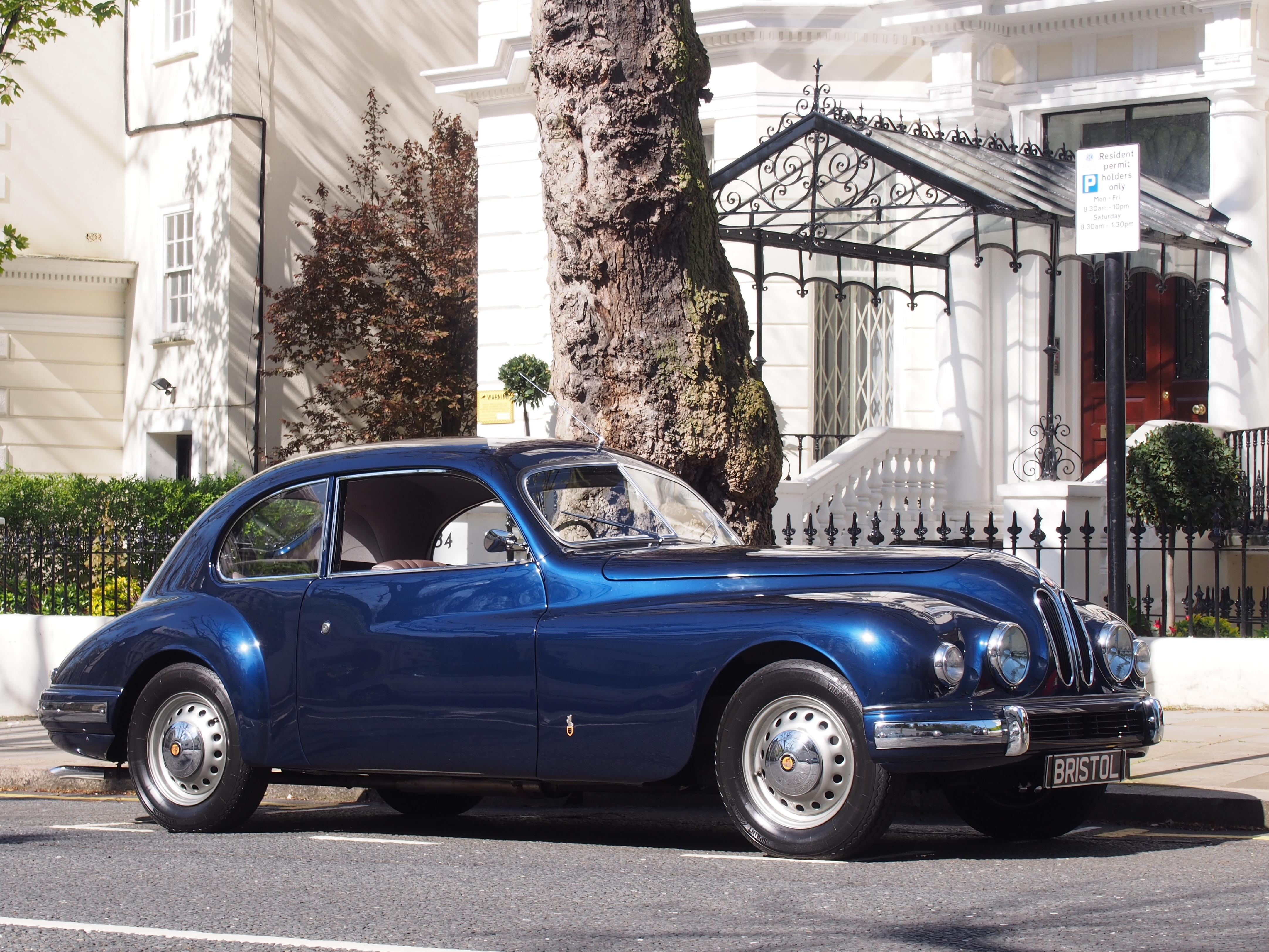
1952 Bristol 401

布里斯托汽車（Bristol Cars）是英國的一家生產手工製作的高檔汽車的公司，總部位於薩里郡Mychett Place。布里斯托汽車公司的前身是二戰之後布里斯托飛機公司的汽車部門。布里斯托汽車只在倫敦肯辛頓高街有一個銷售展示廳。
2020年5月，公司因无法偿还供货商而进入破产清算程序。

## 外部連結
- Bristol Cars Official Site （页面存档备份，存于）
- Bristol Owners Club (UK) （页面存档备份，存于）
- Bristol Owners & Drivers Association （页面存档备份，存于）

51°31′44″N 2°35′21″W / 51.528775°N 2.58914167°W